# Aliceia aenigmatica
Aliceia aenigmatica é uma espécie de gastrópode do gênero Aliceia, pertencente a família Raphitomidae.